# پوست سلبریتی (ترانه)
«پوست سلبریتی» (به انگلیسی: Celebrity Skin) ترانه‌ای گروهٔ موسیقی آلترناتیو راک آمریکایی هول می‌باشد که در ۳۱ اوت سال ۱۹۹۸ به‌عنوان نخستین تک‌آهنگ از سومین آلبوم استودیویی آن‌ها با همین نام منتشر گردید. این قطعه تنها تک‌آهنگ گروه است که توانست در جدول ترانه‌های مدرن داغ راک بیلبورد جایگاهٔ نخست را از آن خود کند. ان‌ام‌ئی در اکتبر سال ۲۰۱۱ این ترانه را در رتبهٔ ۱۲۶ام از بین بهترین قطعات پانزده سال گذشته قرار داد.

## در فرهنگ عامه
- این ترانه در فیلم پای آمریکایی مورد استفاده قرار گرفت، اما در آلبوم موسیقی‌متن فیلم قرار نگرفت. همچنین در تیتراژ ابتدایی بازی ویدئویی ان‌اچ‌ال راک د رینک و به‌عنوان قطعه‌ای قابل پخش و دانلود در بازی‌های دیده شد.

- این ترانه در فیلم خانوادگی هاپ محصول سال ۲۰۱۱ نیز پخش شد. هثر موریس و کورد اوراستریت در سال ۲۰۱۲ این قطعه را در قسمت «Makeover» سریال گلی اجرا کردند.

- یکی از خطوط این ترانه برای گروهٔ آلترناتیو راک گاربج الهام‌بخش نام‌گذاری سومین آلبومشان تحت عنوان زبالهٔ زیبا بود.[۲]

- این ترانه در بخش «لب‌خوانی برای نجات» از قسمت سوم فصل دهم برنامه روپال درگ ریس نیز استفاده شد؛ لاو در این قسمت داور مهمان برنامه بود.[۳]

- لاو در سال ۲۰۱۸ این ترانه را با همکاری راکین۱۰۰۰ در فلورانس اجرا کرد و با همراهی ۱۵۰۰ نوازنده روی صحنه رفت.

- این ترانه در تیتراژ پایانی فیلم کاپیتان مارول محصول سال ۲۰۱۹ پخش شد.[۴]

- نسخه‌ای ویرایش‌شده از این اثر در تریلر فیلم انولا هولمز نتفلیکس در سال ۲۰۲۰ نیز به‌کار رفت.[۵]

- همچنین در قسمت پنجم سریال مهماندار هواپیما نیز ظاهر شد.

- رپر/خواننده دوجا کت در ۱۱ فوریهٔ سال ۲۰۲۲ نسخهٔ بازخوانی خود را از این ترانه منتشر نمود که بخشی از تبلیغ خودش برای تاکو بل در سوپر بول ۵۶ بود.

- این ترانه در قسمت اول سریال ابرقهرمانی آمریکایی نسل وی نیز پخش گردید.